# Адвокат (фильм, 2013)
«Адвокат» (кор. 변호인, Byeonhoin) — корейская драма 2013 года, ставшая дебютной режиссёрской работой Ян Усока. Фильм стал восьмым в списке самых кассовых фильмов Кореи — количество проданных билетов составило 11 375 954, а сборы — 82.9 миллиардов корейских вон.
Фильм был снят по мотивам реального уголовного дела 1981 года: во времена правления Чон Ду Хвана 22 человека — студенты, учителя и офисные работники — члены книжного клуба, были обвинены в поддержке политики Северной Кореи. Но Му Хён, в то время работавший адвокатом, вместе с коллегами (среди которых Мун Джэин и Ким Кванъил) встал на защиту людей в деле против государства. После этого дела Но Му Хён стал влиятельным правозащитником, а позже — девятым президентом Республики Корея.

## Сюжет
Адвокат Сон У Сок, не обладающий университетским образованием, является изгоем в юридической среде Пусана. Для заработков он занимается сомнительными делами богачей, скрывающих налоги, и постепенно добивается успехов в этой сфере. Однако У Соку приходится погрузиться в сферу защиты гражданских свобод, после того, как его знакомая просит защитить своего сына, оказавшегося среди студентов, арестованных по подозрению в симпатиях к коммунизму.

## В ролях
- Сон Кан Хо — Сон У Сок[10]
- Ким Ён Э[англ.] — Чхве Сун Э
- О Дальсу — Пак Донхо
- Квак Товон[англ.] — Чха Донъён
- Лим Сиван — Пак Чин У
- Ли Сонмин[англ.] — Ли Юн Тхэк

## Кассовые сборы
За 10 дней со дня выхода фильма на экраны Адвоката посмотрели 3,4 миллиона корейских зрителей. К концу 2013 года фильм вошёл в список самых кассовых фильмов Кореи и занял в нём 8 место.
За 18 дней проката было продано 7,8 билетов, что сделало Адвокат вторым по скорости преодоления 7 миллионов посещения фильмом, на первом месте оставался фильм 2012 года Воры, который преодолел эту планку за 13 дней. Адвокат стал десятым в истории Южной Кореи фильмом, продавшим более 10 миллионов билетов.
Общие кассовые сборы фильма превысили 82,88 миллиардов корейских вон, всего было продано 11 375 954 билета.

## Награды и номинации
| Год  | Награда                                   | Категория                                                   | Получатель             | Результат |
| ---- | ----------------------------------------- | ----------------------------------------------------------- | ---------------------- | --------- |
| 2014 | Asian Film Awards                         | Лучшая мужская роль                                         | Сон Кан Хо             | Номинация |
| 2014 | Asian Film Awards                         | Лучшая актриса второго плана                                | Ким Ён Э               | Номинация |
| 2014 | Asian Film Awards                         | Лучший дебютант                                             | Лим Сиван              | Номинация |
| 2014 | Udine Far East Film Festival              | Black Dragon Audience Award                                 | Адвокат                | Победа    |
| 2014 | Udine Far East Film Festival              | Первая премия, Golden Mulberry Award                        | Адвокат                | Победа    |
| 2014 | Chunsa Film Art Awards                    | Лучшая мужская роль                                         | Сон Кан Хо             | Победа    |
| 2014 | Chunsa Film Art Awards                    | Лучший режиссёр-дебютант                                    | Ян Усок                | Победа    |
| 2014 | Baeksang Arts Awards                      | Гра-при (Daesang), кинематограф                             | Сон Кан Хо             | Победа    |
| 2014 | Baeksang Arts Awards                      | Лучший фильм                                                | Адвокат                | Победа    |
| 2014 | Baeksang Arts Awards                      | Лучшая мужская роль                                         | Сон Кан Хо             | Номинация |
| 2014 | Baeksang Arts Awards                      | Лучшая мужская роль второго плана                           | Квак Товон             | Номинация |
| 2014 | Baeksang Arts Awards                      | Лучшая женская роль второго плана                           | Ким Ён Э               | Номинация |
| 2014 | Baeksang Arts Awards                      | Лучший режиссёр-дебютант                                    | Ян Усок                | Победа    |
| 2014 | Baeksang Arts Awards                      | Лучший актёр-дебютант                                       | Лим Сиван              | Номинация |
| 2014 | Baeksang Arts Awards                      | Лучший сценарий                                             | Ян Усок, Юн Хён Хо     | Номинация |
| 2014 | Director's Cut Awards                     | Лучшая мужская роль                                         | Сон Кан Хо             | Победа    |
| 2014 | Director's Cut Awards                     | Лучший режиссёр-дебютант                                    | Ян Усок                | Победа    |
| 2014 | Director's Cut Awards                     | Лучший продюсер                                             | Чхве Джэвон            | Победа    |
| 2014 | Buil Film Awards                          | Лучший фильм                                                | Адвокат                | Номинация |
| 2014 | Buil Film Awards                          | Лучший режиссёр                                             | Ян Усок                | Номинация |
| 2014 | Buil Film Awards                          | Лучшая мужская роль                                         | Сон Кан Хо             | Победа    |
| 2014 | Buil Film Awards                          | Лучшая мужская роль второго плана                           | Квак Товон             | Победа    |
| 2014 | Buil Film Awards                          | Лучшая женская роль второго плана                           | Ким Ён Э               | Победа    |
| 2014 | Buil Film Awards                          | Лучший режиссёр-дебютант                                    | Ян Усок                | Номинация |
| 2014 | Buil Film Awards                          | Лучший актёр-дебютант                                       | Лим Сиван              | Номинация |
| 2014 | Buil Film Awards                          | Лучший сценарий                                             | Ян Усок, Юн Хён Хо     | Номинация |
| 2014 | Buil Film Awards                          | Buil Reader’s — приз жюри                                   | Адвокат                | Победа    |
| 2014 | Korean Association of Film Critics Awards | Лучшая мужская роль второго плана                           | Квак Товон             | Победа    |
| 2014 | Korean Association of Film Critics Awards | Лучший режиссёр-дебютант                                    | Ян Усок                | Победа    |
| 2014 | Korean Association of Film Critics Awards | Топ 10 кинокритиков                                         | Адвокат                | Победа    |
| 2014 | Большой колокол                           | Лучший фильм                                                | Адвокат                | Номинация |
| 2014 | Большой колокол                           | Лучшая мужская роль                                         | Сон Кан Хо             | Номинация |
| 2014 | Большой колокол                           | Лучшая мужская роль второго плана                           | Квак Товон             | Номинация |
| 2014 | Большой колокол                           | Лучшая женская роль второго плана                           | Ким Ён Э               | Победа    |
| 2014 | Большой колокол                           | Лучший режиссёр-дебютант                                    | Ян Усок                | Победа    |
| 2014 | Большой колокол                           | Лучший актёр-дебютант                                       | Лим Сиван              | Номинация |
| 2014 | Большой колокол                           | Лучший сценарий                                             | Ян Усок, Юн Хён Хо     | Победа    |
| 2014 | Большой колокол                           | Лучшая операторская работа                                  | Ли Тхэюн               | Номинация |
| 2014 | Большой колокол                           | Лучший монтаж                                               | Ким Санбум, Ким Джэбум | Номинация |
| 2014 | Большой колокол                           | Лучшая работа художника-постановщика                        | Рю Сонхи               | Номинация |
| 2014 | Большой колокол                           | Лучшее освещение                                            | О Сын Чхоль            | Номинация |
| 2014 | Большой колокол                           | Премия «Hana Financial Group Star Award» (Popularity Award) | Лим Сиван              | Победа    |
| 2014 | Голубой дракон                            | Лучший фильм                                                | Адвокат                | Победа    |
| 2014 | Голубой дракон                            | Лучшая мужская роль                                         | Сон Кан Хо             | Победа    |
| 2014 | Голубой дракон                            | Лучшая мужская роль второго плана                           | Квак Товон             | Номинация |
| 2014 | Голубой дракон                            | Лучшая женская роль второго плана                           | ким Ён Э               | Победа    |
| 2014 | Голубой дракон                            | Лучший режиссёр-дебютант                                    | Ян Усок                | Номинация |
| 2014 | Голубой дракон                            | Лучший актёр-дебютант                                       | Лим Сиван              | Номинация |
| 2014 | Голубой дракон                            | Лучший сценарий                                             | Ян Усок, Юн Хён Хо     | Номинация |
| 2014 | Голубой дракон                            | Лучшая операторская работа                                  | Ли Тхэюн               | Номинация |
| 2014 | Голубой дракон                            | Лучший монтаж                                               | Ким Санбум, Ким Джэбум | Номинация |
| 2014 | Голубой дракон                            | Лучшее освещение                                            | О Сын Чхоль            | Номинация |
| 2014 | Голубой дракон                            | Лучшая музыка к фильму                                      | Чо Ёнъук               | Номинация |
| 2014 | Голубой дракон                            | Popular Star Award                                          | Лим Сиван              | Победа    |
| 2014 | Korea Film Actor’s Association Awards     | Топ-кинозвезда Кореи                                        | Сон Кан Хо             | Победа    |
| 2014 | Korea Film Actor’s Association Awards     | Награда за популярность                                     | Лим Сиван              | Победа    |